# Grypocentrus divergens
Grypocentrus divergens là một loài tò vò trong họ Ichneumonidae.